# Leapin' Leprechauns!
Leapin' Leprechauns! este un film american din 1995 direct-pe-video de fantezie, în care au jucat actorii Andrew Smith, John Bluthal și Ray Bright. A fost regizat de Ted Nicolaou și a fost filmat în România. Filmul a fost produs de Oana Păunescu și Vlad Păunescu.

## Intrigă
Spiridușii și zânele trăiesc într-un vechi castel irlandez care este deținut de bătrânul Michael Dennehy. Fiul său, care locuiește în America împreună cu soția, fiul și fiica sa, visează să construiască un parc de distracții pe vechea moșie, însă tatălui său, dar și spiridușilor și zânelor, în mod clar, nu le place ideea. Apoi, fiul a recurs la viclenie și l-a invitat pe tatăl său să rămână cu el, sperând să-l convingă pe bătrân. Dar nu se aștepta ca regele spiridușilor și regina zânelor să vină la el împreună cu tatăl său.

## Distribuție
- John Bluthal - Michael Dennehy
- Grant Cramer - John Dennehy
- Sharon Lee Jones - Sarah Dennehy
- Gregory Smith  - Mikey Dennehy
- Erica Hess -  Melanie Dennehy
- James Ellis - Patrick
- Sylvester McCoy - Flynn
- Godfrey James - regele Kevin, al spiridușilor
- Tina Martin - regina Maeve, a zânelor
- Andrew Smith - Andrew
- Ray Bright - Tatăl lui Andrew

### În alte roluri
- Jeremy Levine	...	inspector #1
- Mike Higgins	...	inspector #2
- Ion Haiduc	...	vrăjitor
- Mihai Niculescu	...	Doctor Voyznizc
- Dorina Lazăr	...	Doctor Mrs. Voyzniac
- Carina Rosanna Tautu	...	zână (menționat sub numele Carina Tautu)
- Dana Zărescu	...	zână
- Pavel Ana Maria	...	zână
- Mihai Silvia	...	zână
- Galani Nicoleta	...	zână
- Constantin Rădoacă	...	spiriduș
- Constantin Cojocaru	...	spiriduș
- Stelian Nistor	...	spiriduș
- Rareș Stoica	...	spiriduș
- Bogdan Uritescu	...	spiriduș
- Valentin Popescu	...	spiriduș
- Mihai Bunea	...	spiriduș
- Costica Dragenescu	...	spiriduș
- Marius Drogeanu	...	spiriduș
- Dan Condurache	...	spiriduș
- Mircea Andreescu	...	spiriduș
- Ion Gheorghescu	...	spiriduș
- Răzvan Ionescu	...	spiriduș
- Cristian Șofron	...	spiriduș (menționat sub numele Cristi Sofron)
- Dan Zamfirescu	...	spiriduș
- Madeleine Potter - nemenționată

## Producție
Filmul a fost filmat în același timp cu continuarea sa Spellbreaker: Secret of the Leprechauns (1996). Cea mai mare parte a filmărilor la cele două producții au avut loc în România.

## Recepție
Filmul a avut în mare parte recenzii nefavorabile din partea criticilor. Lipsa unei povești clare și a unui „ticălos total” au fost catalogate de mulți experți ca punctele critice ale filmului. Felix Vasquez de la Cinema Crazed a declarat că: "Leapin 'Leprechauns! nu este cel mai prost film pe care l-am văzut vreodată, dar este probabil cel mai descumpănitor pe care l-am văzut de mult timp. Durează literalmente o jumătate de oră pentru a pune în mișcare intriga reală și petrecem aproximativ douăzeci de minute lungi într-o ședință a consiliului spiridușilor în care spiridușii și zânele se ceartă și se ceartă în continuu. În ceea ce privește un ticălos real al filmului, ne întâlnim cu amenințarea malefică abia când mai sunt doar zece minute în filmul real. Nu puteam înțelege de ce a fost introdus ticălosul înainte de a apărea efectiv genericul, dar scriitorii nu reușesc să creeze un tip rău interesant".
Pentru MonsterHunt, Leapin' Leprechauns! este la fel de timid ca și folosirea de către spiriduși a puterilor lor magice și [...] dacă bătrânul rege Kevin mi-ar fi oferit trei dorințe, prima mea dorință ar fi fost ca să nu fi auzit niciodată de acest film sau să nu-l fi văzut. A doua mea dorință ar fi fost aceeași, ca și o copie de rezervă în cazul în care, dintr-un motiv sau altul, prima dorință ar fi eșuat. Și a treia dorință a mea? Câinele să vorbească. Ei da, nu... Nu le irosesc pe toate!
Revista TV Guide a fost optimistă în privința lipsei unui „ticălos total”, dar a criticat efectele vizuale slabe: „Lipsa unui ticălos total face ca Leapin' Leprechauns! să fie o schimbare frumoasă față de rutina obișnuită a filmelor de familie live-action, cu toate că efectele speciale reduse limitează eroii din titlu în interacțiunea lor cu alte personaje".

## Continuare
O continuare denumită Spellbreaker: Secret of the Leprechauns a fost lansată de asemenea direct pe video în 1996.